# Tisvildeleje (stacja kolejowa)
Tisvildeleje (duń. Tisvildeleje Station) – stacja kolejowa w miejscowości Tisvilde, w Regionie Stołecznym, w Danii. Znajduje się w pobliżu wybrzeża północnej Zelandii i plaży Tisvildeleje Strand.
Znajduje się na Gribskovbanen i jest obsługiwana przez pociągi regionalne Lokaltog. Jest stacją końcową linii.

## Linie kolejowe
- Linia Gribskovbanen